# Замок Драм
Замок Драм (англ. Drum Castle) — средневековый шотландский замок, который расположен в области Абердиншир, в Шотландии.
Название замка происходит от гаэльского слова — druim (рус. гребень).
Построенная в XIII веке башня замка считается одной из трёх самых старейших башен в Шотландии, сохранившихся без изменений. Большое крыло было добавлено в 1619 году. Дальнейшие изменения были внесены в ходе Викторианской эпохи.
В 2013 году в ходе работ по реставрации сторожевой башни архитекторами были обнаружены потайные помещения и скрытый проход в главный зал.
В настоящее время замок принадлежит Национальному Фонду Шотландии. Замок открыт для посещения в течение летних месяцев.